# Guguță
Guguță este un personaj fictiv creat de autorul de cărți pentru copii Spiridon Vangheli, care a apărut pentru prima dată în cartea Isprăvile lui Guguță (1967). Ulterior în baza personajului au fost publicate lucrările Guguță – căpitan de corabie, Guguță și prietenii săi, Tatăl lui Guguță când era mic ș.a.
Guguță este un școlar, care poartă o căciulă tradițională, prea mare pentru el (îi cade peste ochi), capabilă să crească în dimensiuni pentru a adăposti toți prietenii copilului.

## Rol în cultură
Guguță a apărut în mai multe ecranizări animate.
„Cușma lui Guguță⁠(d)” este un desert tradițional moldovenesc, care constă din mai multe rulouri de clătite cu umplutură de vișine conservate, așezate piramidal, forma căruia (secționat) amintește de căciula pe care o poartă personajul.
Editura pentru copii „Guguță” a publicat câteva cărți cu creația lui Vangheli. În Chișinău funcționează Teatrul Municipal de Păpuși „Guguță”, deschis în 1992. În perioada sovietică au fost inaugurate mai multe localuri cu denumirea „Guguță”, cel mai cunoscut fiind cafeneaua Guguță⁠(d) din grădina publică „Ștefan cel Mare și Sfânt” din Chișinău.
În mai 2021, în sectorul Rîșcani din Chișinău a fost dezvelit monumentul lui Guguță, o sculptură din bronz cu înălțimea de 1,5 metri, realizată de sculptorul Veaceslav Jiglițchi.

### Numismatică și filatelie
În 2013, declarat „Anul Spiridon Vangheli”, la 12 iulie Banca Națională a Moldovei a emis o monedă comemorativă din seria „Sărbătorile, cultura, tradițiile Moldovei”, intitulată „Guguță - personaj literar din creația lui Spiridon Vangheli”, cu valoarea nominală de 100 de lei.
Poșta Moldovei a emis următoarele materiale filatelice legate de Guguță:
- 2010: timbru Europa⁠(d) „Cărți pentru copii”,[9] însoțit de plic „Prima zi”[10]
- 2013: timbre „Anul 2013 - Anul Spiridon Vangheli”,[11] însoțite de plic „Prima zi”[12]
- 2017: plic cu marcă fixă „Teatrul Municipal de Păpuși «Guguță» - 25 de ani de la fondare”[13]
- 2018: timbru „Postcrossing”,[14] însoțit de plic „Prima zi”[15]

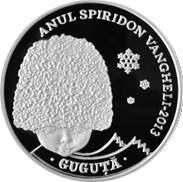
Reversul monedei comemorative din 2013
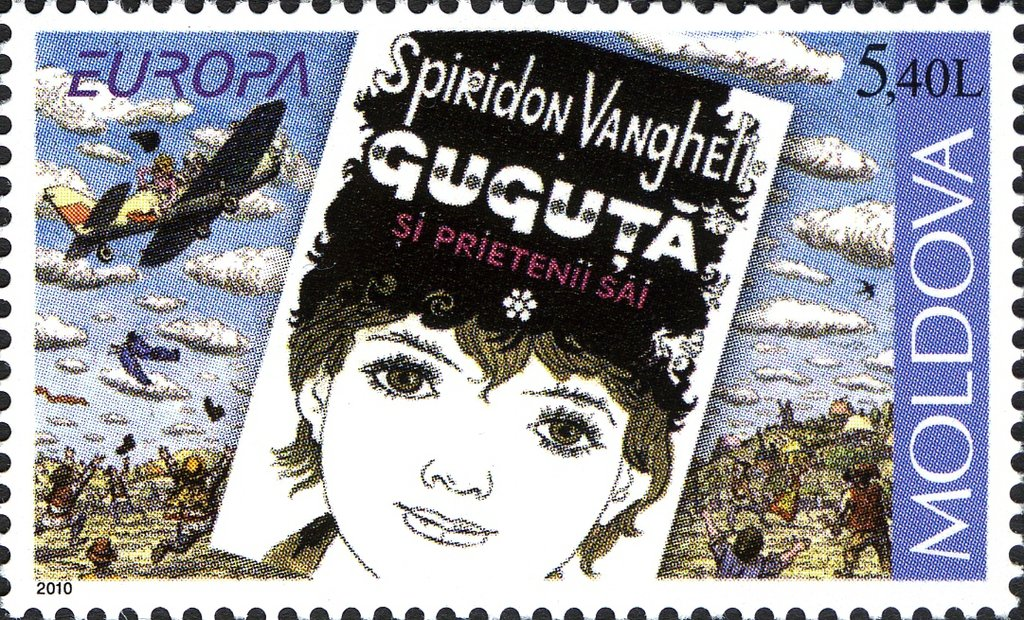
Timbru din 2010: Cărți pentru copii
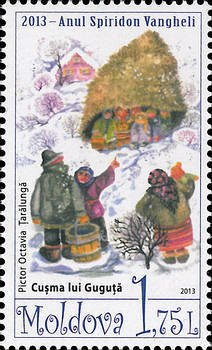
Timbru din 2013: Anul Spiridon Vangheli
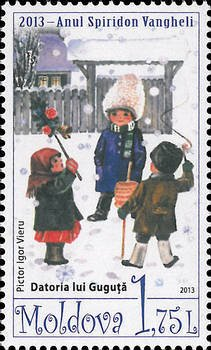
Timbru din 2013: Anul Spiridon Vangheli
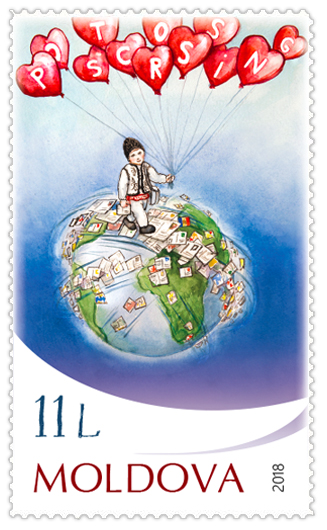
Timbru din 2018: Postcrossing